# Pescocostanzo
Pescocostanzo est une commune italienne de la province de L'Aquila, dans la région Abruzzes, en Italie.

## Culture
- Basilique Santa Maria del Colle.

## Administration
| Période                                  | Période | Identité | Étiquette | Qualité |
| ---------------------------------------- | ------- | -------- | --------- | ------- |
|                                          |         |          |           |         |
| Les données manquantes sont à compléter. |         |          |           |         |

### Communes limitrophes
Ateleta, Cansano, Palena (CH), Pettorano sul Gizio, Rivisondoli, Rocca Pia, Roccaraso.